# Americana (roman)
Pour les articles homonymes, voir Americana.
Americana (titre original :Americana) est un roman de l'écrivain américain Don DeLillo, publié en 1971.

## Résumé
Le narrateur, David Bell, trentenaire, fait les magasins « en délire » de la Cinquième Avenue, avant de participer à un cocktail chez son collègue Quincy, et y rencontrer diverses personnes, selon le « degré d'hostilité ».  Il est cinéaste, réalisateur, éditeur, producteur, surtout dans le documentaire, et travaille pour la chaîne de télévision Network. Son projet sur les Navajos semble bloqué par Quincy. Une de ses émissions, Soliloque, est définitivement déprogrammée. De nombreux collègues sont renvoyés de la chaîne, et chacun croit être le prochain. Le monde de David se concentre sur trois femmes, Sullivan, Wandy (Judd), Binky, et accessoirement Meredith.
Son projet étant débloqué, il décide de partir chez les Navajos en petit groupe, avec Pike, Brand et Sullivan, dans le camping-car de Bobby Brand, en mars. Beaucoup de route, d'arrêts, de rencontres. Télescopage de souvenirs, surtout de David : à 12 ans, à 16 ans, études à Sainte-Dymphna (New Hampshire) (Dymphne de Geel, patronne des malades mentaux), fête de famille à la campagne, amitiés, amours, relations de ses sœurs, refus paternel de se souvenir de ses années de guerre, années à travailler dans l'édition...
Quelque part, ils s'arrêtent à un hôtel, à Fort Curtis (Missouri). Il s'assied sur un banc de parc public et des gens passent, s'arrêtent, attirés par la caméra, certains anonymes, d'autres non : Richard Spector, Carol Deming, Austin Wakely, Glenn Yost. David travaille en bibliothèque : notes, scripts, monologues, dialogues, puis va tourner, en motel souvent, avec le texte peint au mur, dit par Glenn , son fils Budd Yost, Carol, Austin, Sullivan, Pike, Brand, puis Drotty et d'autres.
Le film se crée par séquences assez incohérentes, évoquant la publicité télévisuelle, la Bataille de Bataan (1942) et la Bataille de Corregidor (de son père), de vraies et de fausses rencontres et interviews...
L'objet cinématographique tourné serait un « ultime schizogramme, [...] exercice en diamétrique qui tente de défaire toute signification ». Clevenger l'emmène loin à l'ouest, à l'écoute de Monk, Sun Ra, Bob Dylan, ou les émissions de Warren Beastly. Il passe quelques heures avec Cliff, Hogue, Verna, Jill, dans un squatt avec un groupe d'Apaches, exilés de leur tribu, et un certain « Homme-Qui-Rétrécit », dans l'unique communauté tournée vers la science-fiction. Puis on repart...

## Réception
Le public francophone est assez discret sur Don DeLillo, du moins pour ce roman,.

## Éditions
Réédition, Actes Sud,  (ISBN 978-2-8686-9822-3)